# Elvira, te daría mi vida pero la estoy usando
Elvira, te daría mi vida pero la estoy usando és una pel·lícula mexicana de comèdia dramàtica mexicana del 2014 produïda per Cecilia Suárez i dirigida per Manolo Caro. Protagonitzada per Cecilia Suárez, Luis Gerardo Méndez i Vanessa Bauche. Va ser una de les catorze pel·lícules preseleccionades per Mèxic per presentar-se a l'Oscar a la millor pel·lícula de parla no anglesa als Premis Oscar de 2016, però va perdre davant 600 millas.

## Sinopsi
Elvira (Cecilia Suárez), una dona de 40 anys, és una mare a casa amb dos fills mentre el seu marit, Gustavo (Carlos Bardem), treballa en una companyia d’assegurances per mantenir la família. Una nit, Gustavo li diu a la seva dona que va a buscar cigars i no torna.
Preocupada pel seu marit, Elvira ve a buscar-lo i el consideren persona desapareguda, perquè creu que va patir un accident. A mesura que passa el temps, continua amb la seva recerca i comença a trobar motius per sospitar que el seu marit s'ha escapat amb el seu amant.

## Repartiment
- Cecilia Suárez - Elvira
- Luis Gerardo Méndez - Ricardo
- Vanessa Bauche - Luisa
- Angie Cepeda - Eloy
- Carlos Bardem - Gustavo
- Angélica Aragón - Mamá d'Elvira
- Juan Carlos Colombo - Don Ruti
- Alfonso Dosal - Pepe
- Juan Pablo Medina - Executiu
- Zuria Vega - Ana
- Mariana Treviño - Guille
- María Elena Saldaña - Portera
- Silverio Palacios - Don Chuy

## Nominacions
Fou estrenada al Festival Internacional de Cinema de Morelia el 22 d'octubre de 2014. En la LVIII edició dels Premis Ariel Vanessa Bauche fou nominada a la millor coactuació femenina, mentre que a les 45a edició de les Diosas de Plata fou nominada a la millor actriu i a la millor actriu de quadre.